# Pavlova Ves
Pavlova Ves este o comună slovacă, aflată în districtul Liptovský Mikuláš din regiunea Žilina. Localitatea se află la altitudinea de 620 m deasupra n.m., se întinde pe o suprafață de 6,83 km2 și în 2017 număra 263 de locuitori. Se învecinează cu comuna Bobrovček.

## Istoric
Localitatea Pavlova Ves este atestată documentar din 1469.

## Demografie
| An:                | 1994 | 2004    | 2014   | 2024    |
| ------------------ | ---- | ------- | ------ | ------- |
| Număr de persoane: | 281  | 252     | 251    | 281     |
| Diferență:         |      | −10,32% | −0,39% | +11,95% |

| An:                | 2023 | 2024   |
| ------------------ | ---- | ------ |
| Număr de persoane: | 284  | 281    |
| Diferență:         |      | −1,05% |